# Vencillón
Vencillón (en catalán, Vensilló)es una localidad y municipio español del este de la provincia de Huesca perteneciente a la comarca de La Litera, en la comunidad autónoma de Aragón.

## Toponimia
El nombre proviene de una pardina llamada Vencillón ya existente en las cercanías de la actual localidad, perteneciente al barón de Herbes.

## Geografía
Se sitúa al este de la provincia de Huesca, a 97,3 km de la capital. Tiene un área de 10,37 km². El código postal es 22549.

## Historia
Se trata de una localidad de nueva creación al pertenecer al plan de colonización del Instituto Nacional de Colonización llevado a cabo a mediados del siglo XX. Fue construida entre los años 1961 y 1965, el diseño fue llevado a cabo por el arquitecto Manuel Jiménez Varea.
El 20 de junio de 1989 se convierte en municipio independiente al segregarse de Esplús.

## Administración y política
| Período   | Alcalde             | Partido |  |
| --------- | ------------------- | ------- |  |
| 1979-1983 |                     |         |  |
| 1983-1987 |                     |         |  |
| 1987-1991 |                     |         |  |
| 1991-1995 |                     |         |  |
| 1995-1999 |                     |         |  |
| 1999-2003 |                     |         |  |
| 2003-2007 |                     |         |  |
| 2007-2011 | Ramón Capel Vitales | PSOE    |  |
| 2011-2015 | Ramón Capel Vitales | PSOE    |  |
| 2015-2019 | Ramón Capel Vitales | PSOE    |  |

| Partido político    | Partido político                                   | 2003   | 2007   | 2011   | 2015   |
| Partido político    | Partido político                                   | Ediles | Ediles | Ediles | Ediles |
|                     | Partido de los Socialistas de Aragón (PSOE-Aragón) | 5      | 5      | 5      | 5      |
|                     | Partido Popular de Aragón (PP)                     | 2      | 2      | 2      | 2      |
| Total de concejales | Total de concejales                                | 7      | 7      | 7      | 7      |

## Demografía
Vencillón cuenta con una población de 393 habitantes (INE 2024).
| Gráfica de evolución demográfica de Vencillón entre 1991 y 2021 |
| |
| Población de derecho según los censos de población del INE Población de hecho según los censos de población del INEEntre el censo de 1991 y el anterior, aparece este municipio porque se segrega del municipio Esplús |

## Monumentos

### Monumentos religiosos
- Iglesia parroquial de Santiago Apóstol.

### Otros lugares de interés
- Pueblo circundado por un pinar.
- Bike Park (6000 m²) dedicado al mundo de la bicicleta : trial, descenso, dirt jump (freestyle)

## Fiestas
- Santiago Apóstol, 25 de julio (patronales).
- Inmaculada Concepción, 8 de diciembre